# Federació Valenciana de Futbol
La Federació de Futbol de la Comunitat Valenciana (de forma abreviada, FFCV) és l'organisme organitzador d'aquest esport al País Valencià des de la seva fundació el 1909. La FFCV organitza les competicions regionals valencianes de futbol i futbol sala, a més de ser la responsable de la Selecció valenciana de futbol. També és l'organisme encarregat d'organitzar cada any el Trofeu Generalitat per a futbol sala.

## Història
La Federació Regional Valenciana de Clubs de Football va ser fundada el 7 de setembre de 1909 per Francisco Sinisterra, qui també va ser el seu primer president. Els primers clubs integrants van ser Hispània, Rat Penat, Athetic Cabanyal, Eureka, Reial Club Regional, Universitari FC i Lucentum d'Alacant, tots de la ciutat de València a excepció de l'últim. La primera competició, origen del Campionat Regional, ja s'havia celebrat al juny, dins del marc de l'Exposició Regional.
A partir del 1918 va començar també a disputar els seus partits la selecció de futbol de València, en la qual competien els jugadors que militaven en clubs afiliats a la pròpia Federació. La selecció valenciana va tenir una vida activa durant la dècada dels 20 i els 30, participant als tornejos interregionals i disputant diversos partits amistosos contra altres seleccions o equips. Posteriorment, com la resta de seleccions regionals, va cessar la seva activitat als anys 40.
El 1919 es va crear la Federació Llevantina, la qual abastava els clubs de les províncies de Castelló, València, Alacant i Múrcia. Així, els campions dels tornejos regionals valencià i murcià s'enfrontaren per una plaça al Campionat d'Espanya. No obstant això, el 1924, les federacions van tornar a escindir-se i es va donar per extinta la Federació Llevantina. Fins a principis del segle XXI va ser coneguda com a Federació Territorial Valenciana de Futbol.
Actualment és l'organitzadora de totes les competicions de futbol i futbol sala del País Valencià. En futbol les seves competències comprenen des del grup VI de la Tercera Divisió fins a les categories inferiors. La seu central és a València i compta amb delegacions a Alacant, Castelló de la Plana, Alcoi, Alberic, Elx, Elda i Vall d'Uixó.
El 30 de novembre de 2018, Salva Gomar va accedir a la presidència de la FFCV després de vèncer a les eleccions a David Albelda.